# Hypsiboas hypselops
Hypsiboas hypselops är en groddjursart som beskrevs av Cope 1871. Hypsiboas hypselops ingår i släktet Hypsiboas och familjen lövgrodor. IUCN kategoriserar arten globalt som otillräckligt studerad. Inga underarter finns listade i Catalogue of Life.